# Staršina 1 stat'i
Staršina 1 stat'i (in russo: Старшина пе́рвой статьи; letteralmente seniore di 1ª classe) è il secondo grado tra i sottufficiali della Marina della Federazione Russa equiparabile al sergente o al secondo capo della Marina Militare Italiana e corrisponde al Seržánt (Sergente) (cirillico: Cержа́нт) dell'Esercito e dell'Aeronautica della Federazione russa.

## Unione Sovietica
Il grado, inferiore a Glavnyj staršina (seniore capo) e superiore a Staršina 2 stat'i (seniore di 2ª classe), era stato introdotto nella Marina Sovietica il 2 novembre 1940 e venne ereditato dalla Marina russa nel 1991.

## Russia
Nelle Forze armate della Federazione Russa il grado di staršina, nell'Esercito e nell'Aviazione e paragonabile al maresciallo delle Forze armate italiane, mentre nella marina russa Staršiná è paragonabile al ruolo sergenti della Marina Militare Italiana e si articola su quattro livelli, anche se tuttavia il grado più alto di Glavnyj korabel'nyj staršina potrebbe essere equiparato ai capi di terza e di seconda classe della Marina Militare Italiana: 
- Glavnyj korabel'nyj staršina (OR-7)
- Glavnyj staršina (OR-6)
- Staršina 1 stat'i (OR-5)
- Staršina 2 stat'i (OR-4)

| Gradi militari dell'Unione Sovietica e della Federazione Russa |                                            |                                                      |
| Grado inferiore: Staršina 2 stat'i (Старшина второй статьи)    | Staršina 1 stat'i (Старшина пе́рвой статьи) | Grado superiore: Glavnyj staršina (Главный старшина) |

## Precedenti distintivi di grado di Staršina 1 stat'i
|                                |                             |                            |                            |                            |                           |  |
| distintivo di grado            |                             |                            |                            |                            |                           |  |
| grado per paramano (1940-1963) | grado per paramano dal 1963 | controspallina (1955-1991) | controspallina (1991-2010) | controspallina (1991-2010) | controspallina (2010 ⇒ …) |  |

## Ucraina
Nelle forze armate dell'Ucraina, a seguito della riforma del 2016, questo grado è stato abolito, eccetto che per il personale della Marina Militare nella quale però è stata abolita nella fanteria di marina, nell'aviazione navale e tra il personale che presta servizio a terra.
Nella Marina Ucraina la denominazione del grado è Staršyna I statti (cirillico: Старшина I статті).

## Il grado in altri paesi ex sovietici
Nei paesi ex sovietici sotto indicati il grado corrispondente che ha una simile denominazione:
- ⇒ (AZ)  Birinci dərəcəli starşina
- ⇒ (BE)  Старшына першай стацці (Staršyna peršaj stacci)
- ⇒ (LT)  Pirmo laipsnio viršila
- ⇒ (UK)  Старшина I статті (Staršyna I statti)